# Monasterio de San Pablo del Campo

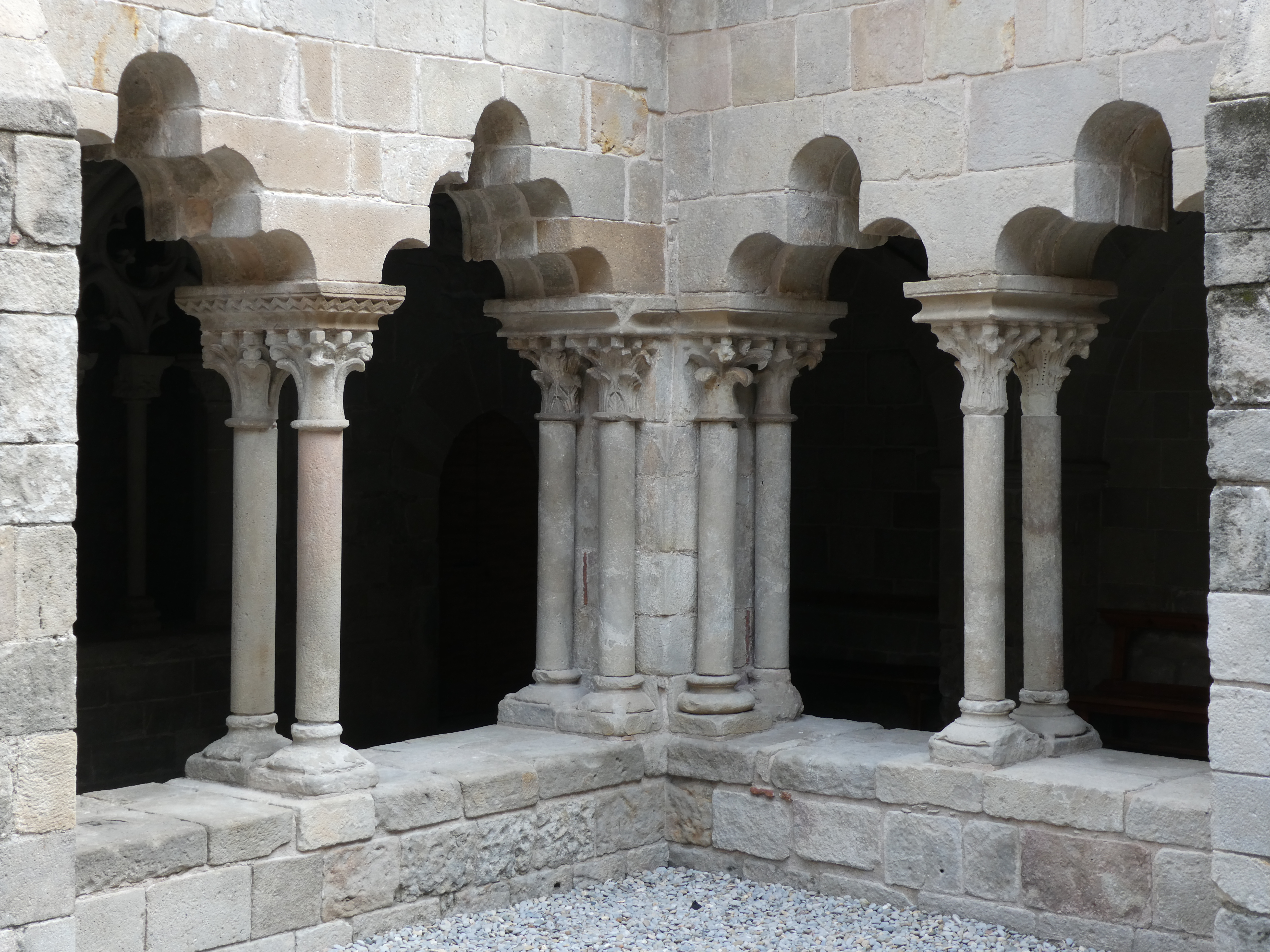
Claustro románico del

El monasterio de San Pablo del Campo (en catalán: monestir de Sant Pau del Camp) es un antiguo monasterio benedictino que se encuentra en pleno barrio de El Raval de la ciudad española de Barcelona, en la que es uno de los edificios románicos mejor conservados.

## Historia

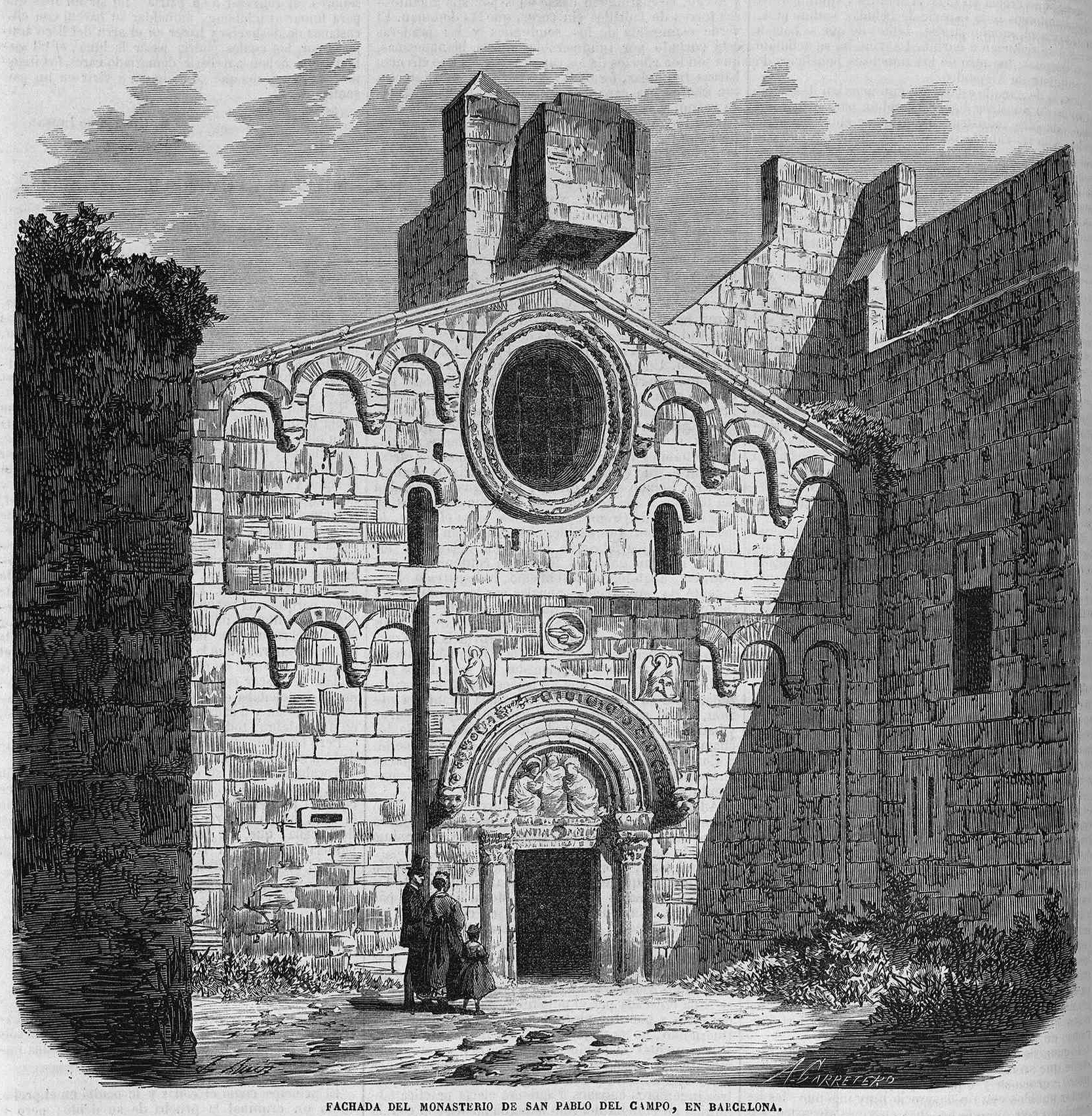
Fachada del monasterio en un grabado publicado en 1868 en El Museo Universal

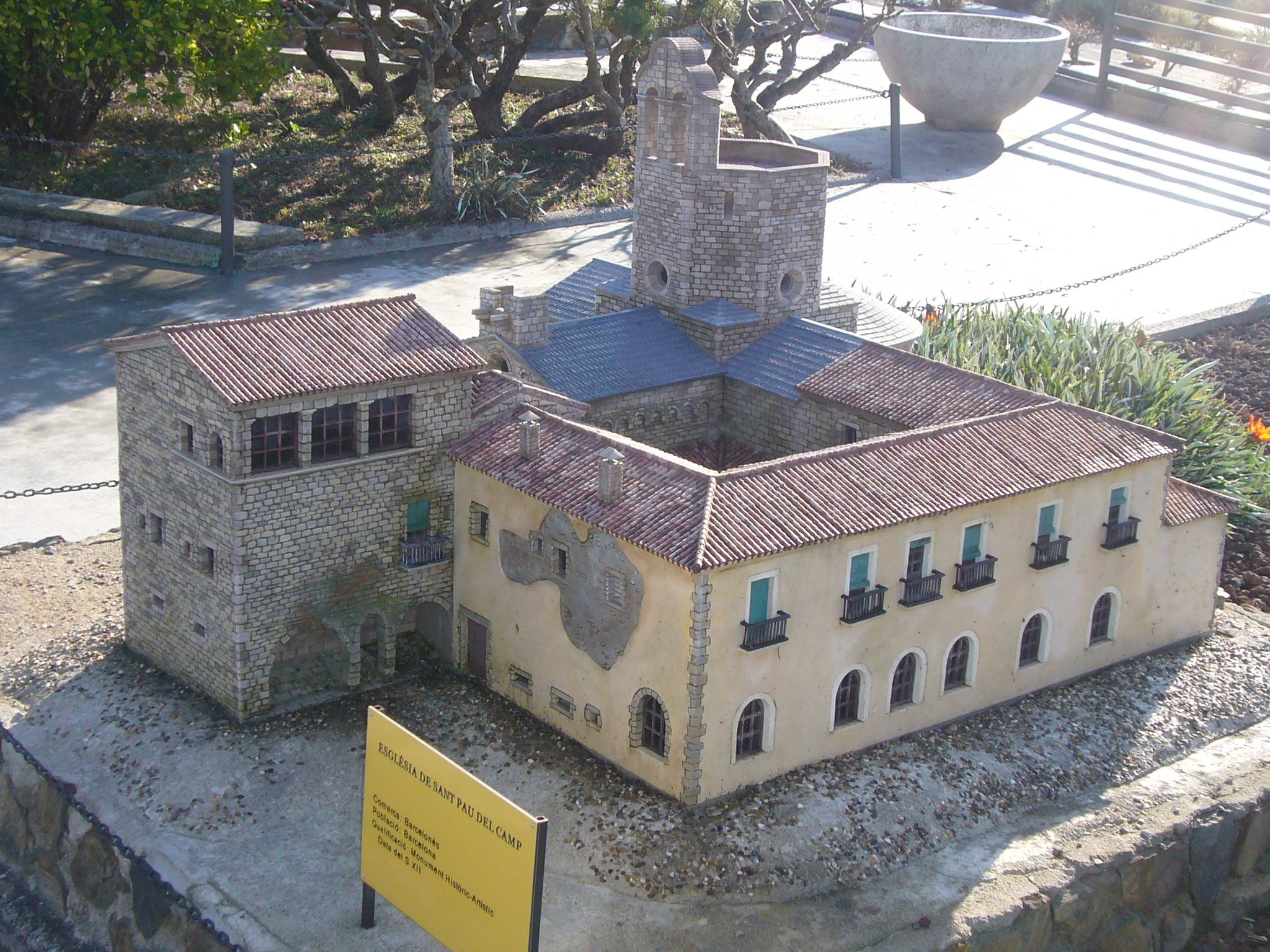
Maqueta del monasterio, en Cataluña en Miniatura

No se tienen datos exactos sobre su origen, aunque se supone que fue fundado a finales del siglo IX. Se fija esta fecha por la lápida sepulcral encontrada en el monasterio correspondiente a la tumba del conde de Barcelona Wifredo II Borrell, hijo de Wifredo I el Velloso, que falleció el 26 de abril del 911. Se cree también que fue el propio conde quien inició la construcción de una iglesia sobre los restos de un antiguo edificio religioso y que estableció ahí mismo una comunidad de monjes benedictinos. El monasterio se encontraba fuera de la protección de las murallas de la ciudad; de ahí su nombre, ya que se encontraba en pleno campo.
Las primeras noticias documentadas sobre Sant Pau del Camp (nombre original) datan de 977. Únicamente se sabe que por esas fechas el abad que regía el cenobio era Atón. Al estar fuera del recinto amurallado, el monasterio se convirtió en un blanco fácil para los atacantes. Así, en el 985, las tropas de Almanzor lo atacaron; quedó destruido casi por completo y fue abandonado por la comunidad. A partir de esa fecha se convirtió en una simple iglesia dedicada a San Pablo.
En el 1096 se inició la restauración del edificio y se instauró una nueva comunidad. Sin embargo, el monasterio fue atacado de nuevo en el 1114. Tres años más tarde, el matrimonio formado por Geribert Guitard y Rodlendis efectuaron una nueva restauración y unieron el monasterio, en calidad de priorato, al de San Cugat.
En el siglo XIV se construyó una nueva muralla de la ciudad y San Pablo del Campo quedó finalmente englobado en el recinto amurallado. En el 1508, el monasterio se unió al de Montserrat hasta que en 1593 se volvió a unir en forma también de priorato al de San Cugat.
En el 1617 se unió definitivamente a otro monasterio, el de la Portella ubicado en la comarca del Bergadá. En 1672 se instaló un noviciado que antes se encontraba en Lérida y se inició la época de mayor esplendor del cenobio. La comunidad abandonó definitivamente San Pablo del Campo en 1835 con la ley de desamortización que llevó a la exclaustración.
A partir de entonces el monasterio pasó por diversos usos. En 1842 se convirtió en escuela para pasar a ser un cuartel militar entre 1855 y 1890. En 1879 fue declarado Monumento Nacional gracias a la intervención de diversos ciudadanos, entre ellos Víctor Balaguer. El recinto fue nuevamente devastado durante la Semana Trágica de 1909 y en 1936. Desde entonces se han realizado diversas restauraciones.
El CRAI Biblioteca de Reserva de la Universidad de Barcelona conserva, a raíz de la desamortización, los fondos provenientes del Monasterio de San Pablo del Campo, que actualmente suman más de veinte. Asimismo, ha registrado y descrito ejemplos de las marcas de propiedad que identificaron el convento a lo largo de su existencia.

## Edificio

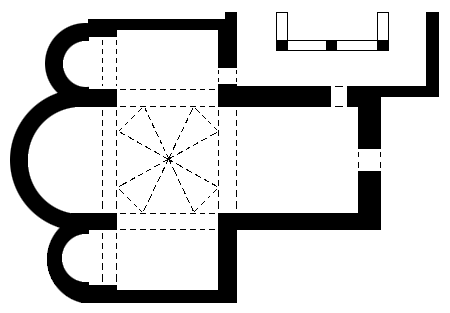
Planta del edificio

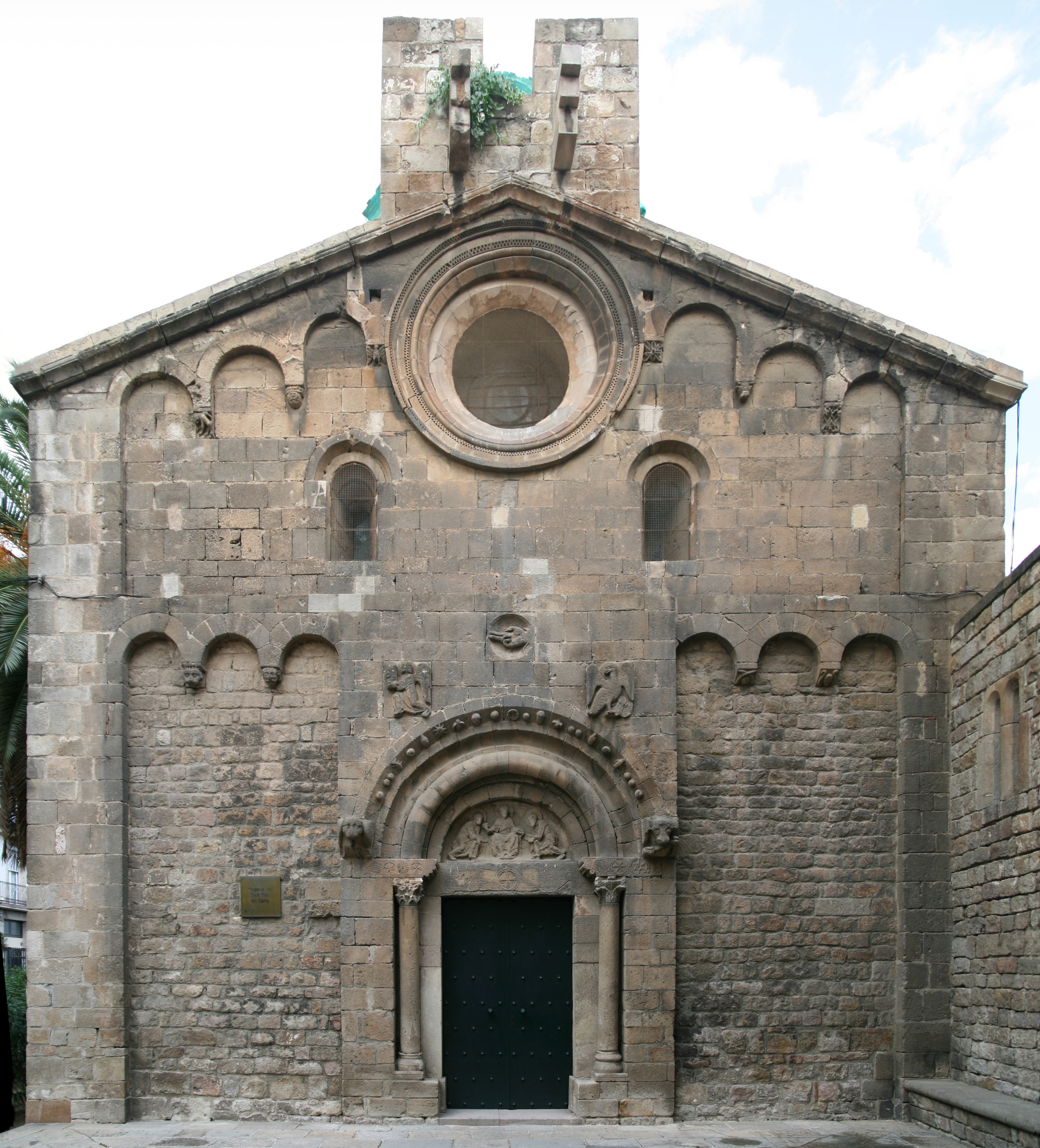
Fachada con portalada

El claustro es pequeño y fue construido en el siglo XIII. Actualmente sólo dispone de una única entrada, con arcos de tres y cinco lóbulos. Los arcos se apoyan sobre columnas geminadas rematadas con capiteles decorados con motivos diversos como temática bíblica, escenas de caza, sirenas, guerreros, monstruos, animales o motivos vegetales. El edificio se encuentra rodeado de un jardín en el que se encuentra la antigua casa abacial construida entre el siglo XIII-XIV y principios del siglo XVIII.
La iglesia es de una única nave con planta de cruz griega. Tiene tres ábsides y una cúpula con transepto. El interior está cubierto con bóvedas de cañón. La portalada de la iglesia está enmarcada por dos columnas rematadas por dos antiguos capiteles visigóticos realizados en mármol. En el tímpano aparece una imagen de Jesús rodeado por los apóstoles San Pedro y San Pablo. También se puede apreciar una inscripción que invita a entrar a los visitantes.

### Tumba de Wifredo II
En la Sala Capitular (siglo XIV) actualmente se conserva la lápida sepulcral del presumiblemente fundador, el conde Wifredo II de Barcelona, que quiso ser enterrado en este monasterio, en el año 911.